# Молдавија на Европском првенству у атлетици у дворани 2015.
Молдавија је учествовала на 33. Европском првенству у дворани 2015 одржаном у Прагу, Чешка, од 5. до 8. марта.  Ово је десето Европско првенство у дворани од 1994. године када је Молдавија први пут учествовала, пропустила је само првенство одржано 1998. Репрезентацију Молдавије представљала су два такмичара који се такмичили у две дисциплине:Скоку удаљ и троскоку.
На овом првенству представници Молдавије нису освајали медаље, нити су оборили неки рекорд.

## Учесници
Мушкарци:
- Андреј Митиков — Скок увис
- Владимир Летников — Троскок

## Резултати

### Мушкарци
| Атлетичар         | Дисциплина | Лични рекорд | Квалификације | Квалификације | Полуфинале | Полуфинале | Финале                | Финале       | Детаљи |
| Атлетичар         | Дисциплина | Лични рекорд | Резултат      | Место         | Резултат   | Место      | Резултат              | Место        | Детаљи |
| ----------------- | ---------- | ------------ | ------------- | ------------- | ---------- | ---------- | --------------------- | ------------ | ------ |
| Андреј Митиков    | Скок увис  | 2,20 НР      | 2,14          | 22            |            |            | Нису се квалификовали | 22 / 25 (26) |        |
| Владимир Летников | Троскок    | 16,85 НР     | 16,18         | 10            | 10 / 21    |            | Нису се квалификовали |              |        |